# Hieracium seticollum
Hieracium seticollum là một loài thực vật có hoa trong họ Cúc. Loài này được Norrl. mô tả khoa học đầu tiên năm 1906.